# Leander Keim
Leander Albert Keim (Davenport, 17 gennaio 1879 – Davenport, 14 maggio 1941) è stato un ginnasta e multiplista statunitense.

## Carriera
Keim partecipò ai Giochi olimpici di Saint Louis 1904 nelle gare di triathlon e ginnastica. Giunse ottavo al concorso a squadre, quarantaseiesimo nel concorso generale individuale, venticinquesimo nel triathlon e sessantesimo nel concorso a tre eventi.